# (470308) 2007 JH43
(470308) 2007 JH43, também escrito como (470308) 2007 JH43, é um objeto transnetuniano que está localizado no Cinturão de Kuiper, uma região do Sistema Solar. Este objeto é classificado como um plutino, pois, o mesmo está em uma ressonância orbital de 2:3 com o planeta Netuno. Ele possui uma magnitude absoluta de 4,7 e tem um diâmetro estimado com cerca de 505 km. O astrônomo Mike Brown lista este corpo celeste em sua página na internet como um candidato a possível planeta anão.

## Descoberta
(470308) 2007 JH43 foi descoberto no dia 10 de maio de 2007. Foi observado 32 vezes em 7 oposições diferentes, incluindo imagens recuperadas que nos fazem retroceder até o ano de 1984.

## Órbita

O movimento de em comparação com o de Plutão.

A órbita de (470308) 2007 JH43 tem uma excentricidade de 0,027 e possui um semieixo maior de 39,484 UA. O seu periélio leva o mesmo a uma distância de 38,402 UA em relação ao Sol e seu afélio a 40,565 UA. Ele veio ao periélio por volta do ano de 1888.

## Plutino ou objeto do disco disperso?
No ano de 2009, o Minor Planet Center (MPC) catalogava (470308) 2007 JH43 como um plutino (um objeto transnetuniano com uma ressonância orbital de 2:3 com Netuno). Mas o programa Deep Ecliptic Survey (DES) cataloga o mesmo como um objeto do disco disperso com base na integração da órbita em uma faixa de 10 milhões de anos.

## Tamanho
Assumindo o albedo genérico para os TNOs que é de 0,09, o diâmetro estimado para este objeto seria de cerca de 500 km.